# Cruciglanis pacifici
Cruciglanis pacifici är en fiskart som beskrevs av Ortega-lara och Lehmann A. 2006. Cruciglanis pacifici ingår i släktet Cruciglanis och familjen Pseudopimelodidae. Inga underarter finns listade i Catalogue of Life.